# تیم ملی فوتبال زیر ۱۸ سال انگلستان
تیم ملی فوتبال زیر ۱۸ سال انگلستان (انگلیسی: England national under-18 football team) نماینده کشور انگلستان در مسابقات فوتبال زیر ۱۸ سال اروپا و جهان است که زیر نظر اتحادیه فوتبال انگلستان فعالیت می‌کند. 